# Чихачёвы
Чихачёвы (Чихачовы) — два древних русских дворянских рода.
В Гербовник внесены две фамилии Чихачёвых:
1. Чихачёвы, предки которых жалованы поместьями (1622). (Герб. Часть II. № 110). Род записан в VI части родословных книг: Московской[1], Пензенской и Тамбовской губерний.
2. Потомство Ивана Михайловича Чихачёва, сын которого Пётр, пожалован грамотою на поместье отца (1624). (Герб. Часть IX. № 55)[2]. Род записан в VI часть родословных книг Псковской и Воронежской губернии. Предок их Даниил Чихачёв, жил в конце XV и начале XVI веков.

Есть несколько дворянских родов Чихачёвых, более позднего происхождения.

## Описание гербов
Гербовник IX, 55
В голубом поле находится посредине серебряный щиток, в нём изображена чёрная голова зубра с рогами.
На щите дворянский коронованный шлем. Нашлемник: выходящий лев в короне, держащий в правой лапе саблю, а по сторонам его по два знамени голубого и красного цвета. Намёт на щите голубой, подложенный серебром.
Гербовник II, 110

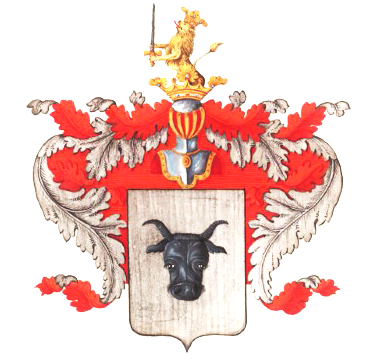
ОГ II, 110

В серебряном поле бычья голова чёрного цвета (польский герб Буйволова голова). Щит увенчан обыкновенным дворянским шлемом с дворянскою на нём Короной, на поверхности которой виден Лев в Короне, имеющий в лапе Меч острием вверх поднятый. Намёт на щите серебряный, подложенный красным.

## Известные представители
- Чихачёв Пётр Иванович — воевода в Белоозере (1613—1615).
- Чихачёв Иван Иванович — воевода в Опочке (1615—1618), Изборске (1625).
- Чихачовы: Пётр и Василий Петровичи — московские дворяне (1627—1640).
- Чихачёв Иван Петрович — московский дворянин (1629—1640), воевода в Белоозере (1646—1647).
- Чихачов Лука Иванович — московский дворянин (1640).
- Чихачовы: Лев Матвеевич, Иван Васильевич — стряпчие (1658).
- Чихачовы: Осип Клементьевич, Клим Измайлович, Василий Иванович — стольники (1687—1696)[3][4].

- Чихачёв, Василий Афанасьевич — гонец и воевода Ивана Васильевича Грозного.
- Чихачёв, Геннадий Александрович (1952—2021) — российский актёр и театральный режиссёр, художественный руководитель Московского детского музыкального театра (с 1987), заслуженный деятель искусств Российской Федерации (2006).
- Чихачёв, Дмитрий Дмитриевич (1889—1957) — полковник лейб-гвардии Волынского полка, герой Первой мировой войны.
- Чихачёв, Иван Львович (около 1700—1741) — офицер российского императорского флота.
- Чихачёв, Матвей:[править]  -  Чихачёв, Матвей Николаевич — капитан 2-го ранга, Георгиевский кавалер.
  -  Чихачёв, Матвей Фёдорович — генерал-майор, Георгиевский кавалер.
- Чихачёв, Николай:[править]  -  Чихачёв, Николай Матвеевич (1830—1917) — адмирал российского императорского флота, генерал-адъютант, государственный деятель.
  -  Чихачёв, Николай Николаевич (1860—после 1917) — русский государственный и политический деятель, киевский вице-губернатор, председатель Киевского клуба русских националистов.
- Чихачёв, Пётр Александрович (1808—1890) — учёный-географ и путешественник.
- Чихачёв, Платон Александрович (1812—1892) — русский путешественник, младший брат Петра Чихачёва.
- Чихачёв, Сергей Игоревич (род. 1973) — российский сценарист, писатель, журналист, режиссёр и актёр.